# ジェウィソン・ベネット
ジェウィソン・ベネット（Jewison Francisco Bennette Villegas, 2004年6月15日 - ）は、コスタリカのプロサッカー選手。コスタリカ代表。サンダーランドAFC所属。ポジションはフォワード、ミッドフィールダー。

## 経歴

### 幼少期
エレディアに生まれ、エレディアーノの下部組織でキャリアをスタートさせた。

### クラブ
2021年8月1日、ヒカラル戦でトップチームデビュー。試合は2-3で敗れたが、途中出場からわずか4分で初ゴールを記録した。
2022年8月、EFLチャンピオンシップのサンダーランドは、ベネットと4年契約を交わしたと発表した。9月14日、レディング戦でコリー・エヴァンスに代わって途中出場し、イングランドデビュー。サンダーランドでの2試合目となったワトフォード戦で移籍後初ゴールを挙げた。

### 代表
2019年、U-15代表に選出された。2021年夏、CONCACAFゴールドカップに向けたコスタリカ代表の強化合宿に参加し、8月21日に行われたエルサルバドル戦でA代表初出場を果たし、17歳2か月での出場はコスタリカ代表の最年少記録となった。
11月に行われたFIFAワールドカップ・北中米カリブ海予選のカナダ戦およびホンジュラス戦に出場し、ワールドカップ予選に出場した選手としてもコスタリカ代表で最年少となった。ニュージーランドとのプレイオフでは、ジョエル・キャンベルの決勝ゴールをアシストする決定的な仕事を成し遂げ、ワールドカップ本大会出場に大きく貢献した。
2022年9月23日、韓国との親善試合で代表初ゴールを含む2ゴールを記録した。11月4日、カタールW杯に向けたメンバーの1人に選ばれた。

## 人物
父親（es:Jewison Bennett）もエレディアーノやコスタリカ代表でプレイしたサッカー選手であり、伯父のトライ・ベネットも同様である。
ニックとマイクという双子の弟がいる。

## 個人成績

### クラブ
| 国内大会個人成績 | 国内大会個人成績 | 国内大会個人成績 | 国内大会個人成績   | 国内大会個人成績 | 国内大会個人成績 | 国内大会個人成績 | 国内大会個人成績 | 国内大会個人成績 | 国内大会個人成績 | 国内大会個人成績 | 国内大会個人成績 |
| 年度             | クラブ           | 背番号           | リーグ             | リーグ戦         | リーグ戦         | リーグ杯         | リーグ杯         | オープン杯       | オープン杯       | 期間通算         | 期間通算         |
| 年度             | クラブ           | 背番号           | リーグ             | 出場             | 得点             | 出場             | 得点             | 出場             | 得点             | 出場             | 得点             |
| コスタリカ       | コスタリカ       | コスタリカ       | コスタリカ         | リーグ戦         | リーグ戦         | リーグ杯         | リーグ杯         | オープン杯       | オープン杯       | 期間通算         | 期間通算         |
| ---------------- | ---------------- | ---------------- | ------------------ | ---------------- | ---------------- | ---------------- | ---------------- | ---------------- | ---------------- | ---------------- | ---------------- |
| 2021-22          | エレディアーノ   | 27               | プリメーラ         | 31               | 1                | -                | -                |                  |                  | 31               | 1                |
| 2022-23          | エレディアーノ   | 27               | プリメーラ         | 4                | 2                | -                | -                |                  |                  | 4                | 2                |
| イングランド     | イングランド     | イングランド     | イングランド       | リーグ戦         | リーグ戦         | FLカップ         | FLカップ         | FAカップ         | FAカップ         | 期間通算         | 期間通算         |
| 2022-23          | サンダーランド   | 19               | チャンピオンシップ | 15               | 1                | -                | -                | 3                | 1                | 18               | 2                |
| 2023-24          | サンダーランド   | 19               | チャンピオンシップ |                  |                  |                  |                  |                  |                  |                  |                  |
| 通算             | コスタリカ       | コスタリカ       | プリメーラ         | 35               | 3                | -                | -                |                  |                  | 35               | 3                |
| 通算             | イングランド     | イングランド     | チャンピオンシップ | 15               | 1                |                  |                  | 3                | 1                | 18               | 2                |
| 総通算           | 総通算           | 総通算           | 総通算             | 50               | 4                | 0                | 0                | 3                | 1                | 53               | 5                |

## 代表歴

### 出場大会
- コスタリカ代表
  - 2022 FIFAワールドカップ

### 試合数
- 国際Aマッチ 15試合 2得点（2021年-）[14]

| コスタリカ代表 | 国際Aマッチ | 国際Aマッチ |
| 年             | 出場        | 得点        |
| -------------- | ----------- | ----------- |
| 2021           | 3           | 0           |
| 2022           | 7           | 2           |
| 2023           | 5           | 0           |
| 通算           | 15          | 2           |

### 得点
| #  | 年月日        | 開催地                          | 対戦国 | 勝敗 | 試合概要 |
| -- | ------------- | ------------------------------- | ------ | ---- | -------- |
| 1. | 2022年9月23日 | 高陽総合運動場（ 韓国・高陽市） | 韓国   | △2-2 | 親善試合 |
| 2. | 2022年9月23日 | 高陽総合運動場（ 韓国・高陽市） | 韓国   | △2-2 | 親善試合 |